# Liara lobatus
Liara lobatus är en insektsart som först beskrevs av Ludwig Redtenbacher 1891.  Liara lobatus ingår i släktet Liara och familjen vårtbitare. Inga underarter finns listade i Catalogue of Life.